# (40994) Tekaridake
(40994) Tekaridake (1999 UZ2) – planetoida z pasa głównego asteroid okrążająca Słońce w ciągu 4,41 lat w średniej odległości 2,69 j.a. Odkryta 20 października 1999 roku.